# Sazaník
Sazaník (Calycanthus) je rod rostlin z čeledi sazaníkovité. Jsou to aromatické, opadavé keře s jednoduchými vstřícnými listy a červenými, hnědočervenými nebo bělavými květy. Rod zahrnuje 3 druhy a je rozšířen v Severní Americe a Číně. Sazaníky jsou v České republice celkem zřídka pěstovány jako zajímavé okrasné keře. Nejčastěji je pěstován sazaník květnatý. Křížením sazaníku čínského se severoamerickými druhy byly vypěstovány atraktivní, velkokvěté hybridy.

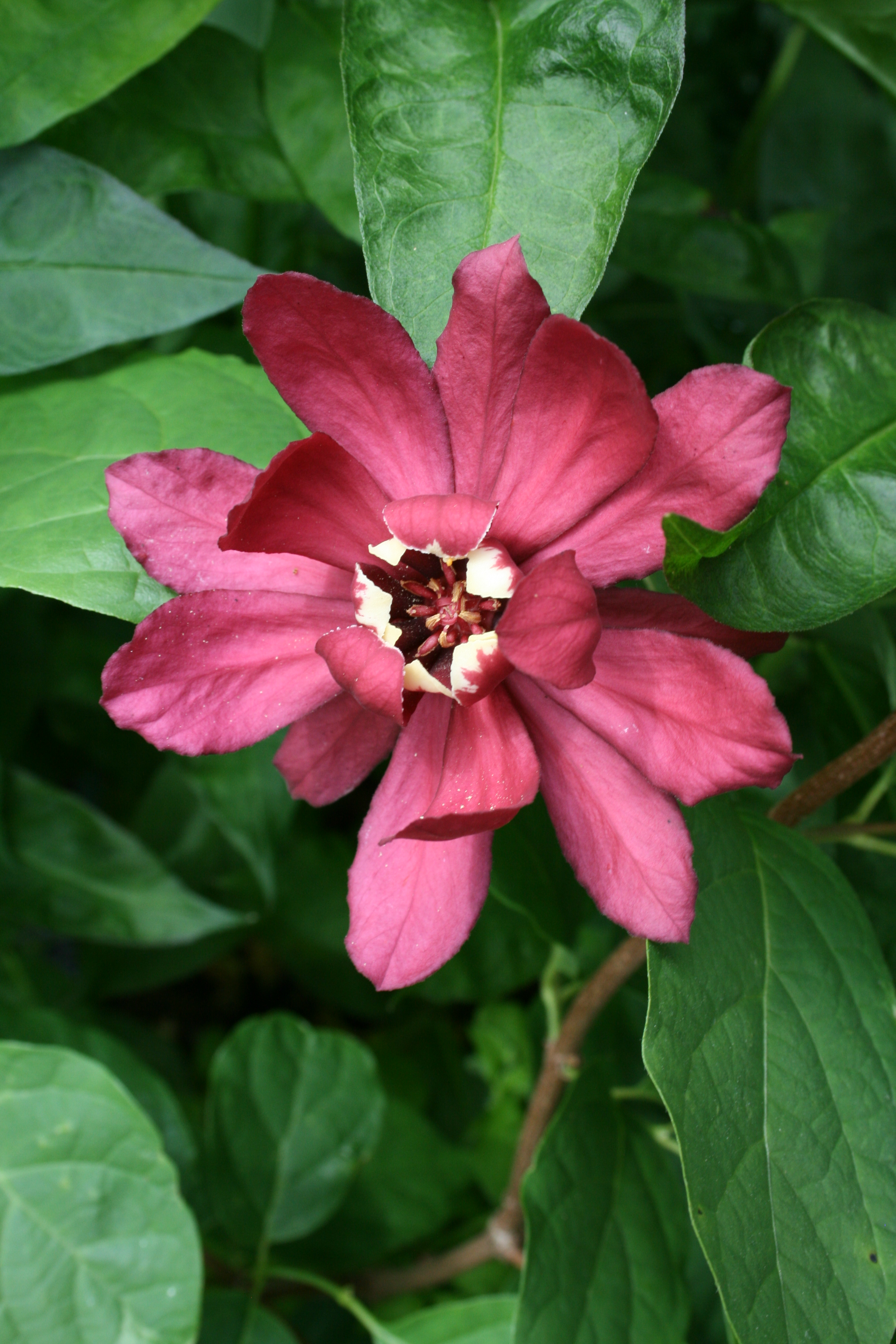
Sazaník Raulstonův, kříženec sazaníku květnatého a čínského

## Popis
Sazaníky jsou vzpřímené opadavé keře. Větévky jsou vidličnatě větvené a při rozemnutí kořenitě voní. Pupeny jsou nahé, u některých druhů kryté bází řapíku. Listy jsou jednoduché, vstřícné, celokrajné, se zpeřenou žilnatinou. Na podzim se zbarvují žlutě. Květy jsou pravidelné, tmavě červené, červenohnědé nebo bělavé, vyrůstající jednotlivě na konci krátkých větévek. Okvětí je tvořeno neustáleným počtem (asi 15 až
30) okvětních lístků. Tyčinek je 10 až 18. Gyneceum je složeno z většího počtu volných plodolistů. Plodem je nepravý plod (pseudokarp) hruškovitého až vejcovitého tvaru, vznikající zdužnatěním češule a později vysychající. Obsahuje jednosemenné nažky. Plody jsou jedovaté.

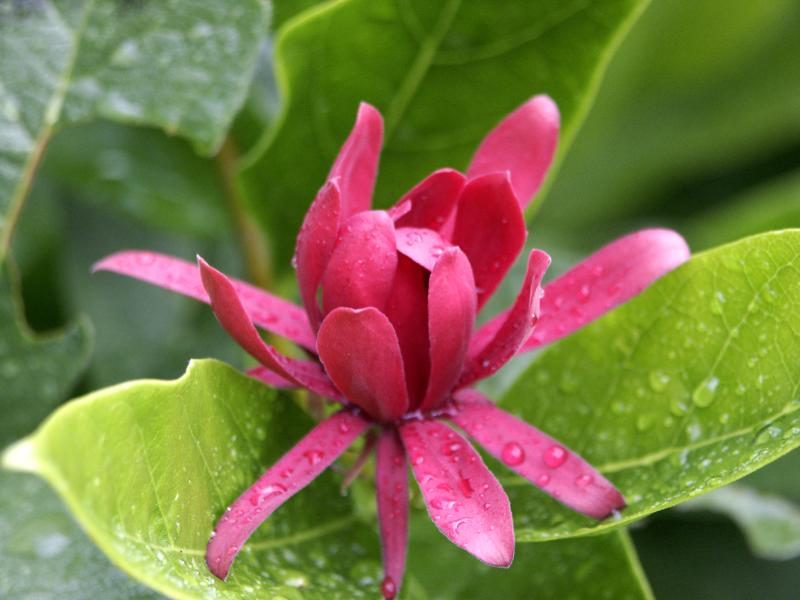
Květ sazaníku západního
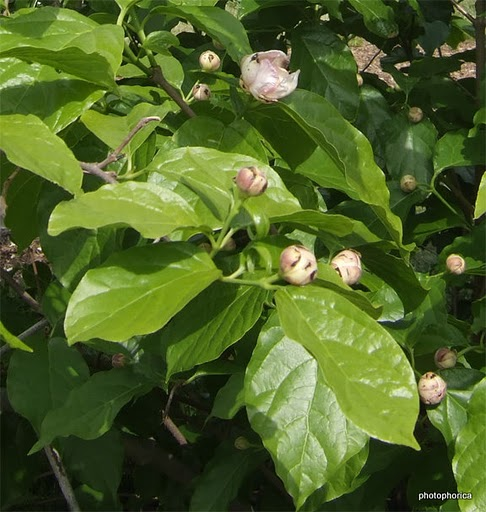
Sazaník čínský
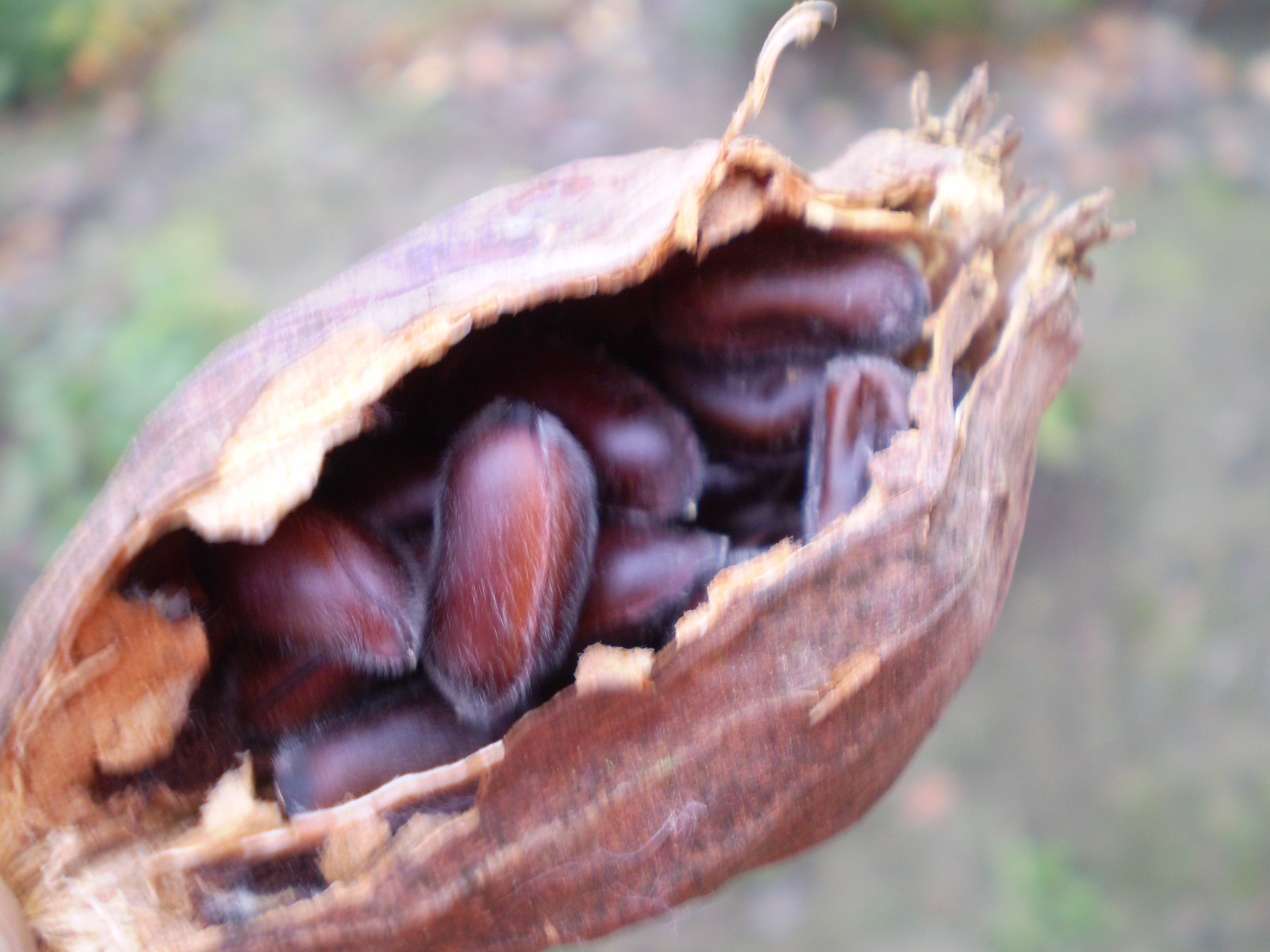
Suchý plod sazaníku květnatého

## Rozšíření
Rod sazaník zahrnuje v současném taxonomickém pojetí 3 druhy a je rozšířen v Severní Americe a Číně. Sazaník květnatý roste v jihovýchodních oblastech USA, sazaník západní na západě USA ve státech Kalifornie a Washington. Sazaník čínský je endemit provincie Če-ťiang v jihovýchodní Číně.

## Taxonomie
Současná taxonomie uznává 3 druhy sazaníku, a to včetně druhu sazaník čínský (Calycanthus chinensis), který byl v minulosti oddělován do samostatného rodu Sinocalycanthus. Počet severoamerických druhů byl zredukován na dva. Dříve byl jako samostatný druh uváděn i sazaník plodný (Calycanthus fertilis), pocházející z jihovýchodních oblastí USA a odlišující se od sazaníku květnatého málo chlupatou rubovou stranou listů. Dnes je tento taxon pojímán jako varieta sazaníku květnatého (Calycanthus floridus var. glaucus). Podrobná studie navíc ukázala, že ochlupení různých populací sazaníku květnatého je dosti variabilní a tuto varietu nelze vždy s jistotou vymezit.
Podle výsledků fylogenetických analýz tvoří sazaník čínský bazální sesterskou vývojovou větev oběma severoamerickým druhům.

## Prehistorie
Nejstarší fosílie rodu Calycanthus jsou známy z období miocénu. Na základě molekulárních hodin byl čas oddělení asijské a severoamerické větve rodu stanoven do období třetihor.

## Zástupci
- sazaník čínský (Calycanthus chinensis)
- sazaník květnatý (Calycanthus floridus)
- sazaník Raulstonův (Calycanthus x raulstonii)
- sazaník západní (Calycanthus occidentalis)

## Význam
Sazaníky jsou pěstovány v České republice jako okrasné keře. Mimo botanických druhů se pěstují i někteří kříženci a kultivary. Zkrížením sazaníku květnatého se sazaníkem čínským byl získán nápadně kvetoucí kříženec sazaník Raulstonův. Následně byly vyšlechtěny některé další, komplexnější hybridy. Kříženci severoamerických druhů se sazaníkem čínským se vesměs vyznačují nápadnějšími, atraktivnějšími květy než původní botanické druhy.
Ze sbírek českých botanických zahrad a arboret jsou uváděny všechny 3 botanické druhy, z nichž je nejčastěji pěstován sazaník květnatý. Vzácněji se pěstují zahradní kultivary a hybridy.

## Zahradní kultivary
- Calycanthus floridus 'Athens' - květy krémově nažloutlé, silně vonné.
- Calycanthus floridus 'Michael Lindslay' - květy hnědočervené, silně vonné, listy jsou nápadně lesklé.
- Calycanthus floridus 'Purpureus' - květy tmavě červené, slabě vonné, mladé výhonky a listy jsou na rubu načervenalé.
- Calycanthus hybr. 'Aphrodite' - kříženec C. chinensis x occidentalis, květy velké, purpurově červené, s ovocným aroma, listy lesklé.
- Calycanthus hybr. 'Venus' - komplexní kříženec. Jedním z rodičů je kříženec C. chinensis × floridus 'Athens', druhým rodičem je kříženec C. chinensis × occidentalis. Květy jsou velké, bílé, ve středu purpurové.
- Calycanthus x raulstonii 'Hartlage Wine' - první z kulturních hybridů, kříženec C. chinensis x floridus. Květy jsou vínově červené, velké, nevonné.[4][7]

## Pěstování a množení
Sazaníkům se daří ve výživných, čerstvě vlhkých půdách na chráněném, slunném až polostinném stanovišti. Na slunném stanovišti mají při dostatku půdní vlhkosti kompaktnější vzrůst a bohatěji kvetou. Nedaří se jim v dosahu mělce kořenících stromů. Nejmrazuvzdornějším druhem je sazaník květnatý, ostatní druhy jsou vhodné jen pro zvlášť teplé a chráněné polohy. Rostliny po namrznutí zpravidla dobře regenerují.
Sazaníky se množí buď výsevem semen nebo vegetativně.
Semena se vysévají buď hned na podzim do truhlíků nebo po stratifikaci na jaře. K řízkování se používají letní zelené řízky, odebírané v červnu. Řízkování není snadné. Mladé rostliny je třeba zimovat prvním rokem ve skleníku. Dále je možno množit i hřížením nebo odebíráním oddělků.